# Mieke Eggermont-de Mast
Anna Maria Theresia (Mieke) Eggermont-de Mast (Tilburg, 22 april 1935 – Loon op Zand, 24 september 2021) was een Nederlands politicus van de VVD.
Ze werd geboren als dochter van L.J.G. de Mast die van 1946 tot 1968 gemeentesecretaris van Tilburg was. Zelf was ze afgestudeerd in de sociale wetenschappen. Eggermont-de Mast zat in de gemeenteraad van Son en Breugel waar ze ook wethouder is geweest voor ze in april 1980 benoemd werd tot burgemeester van Haaren. Die functie heeft ze vervuld tot 1994.
Eggermont-de Mast overleed in Loon op Zand op 86-jarige leeftijd.